# لين هارولد لوميس
لين هارولد لوميس (بالإنجليزية: Lynn Harold Loomis)‏ هو أستاذ جامعي ورياضياتي أمريكي، ولد في 1915، وتوفي في 9 يونيو 1994.